# Команшон
Команшон (фр. Commenchon) насеље је и општина у североисточној Француској у региону Пикардија, у департману Ен (Пикардија) која припада префектури Лаон.
По подацима из 2011. године у општини је живело 193 становника, а густина насељености је износила 57,96 становника/km². Општина се простире на површини од 3,33 km². Налази се на средњој надморској висини од 87 метара (максималној 182 m, а минималној 63 m).

## Демографија
| 1962. | 1968. | 1975. | 1982. | 1990. | 1999. | 2011. |
| ----- | ----- | ----- | ----- | ----- | ----- | ----- |
| 94    | 119   | 115   | 144   | 160   | 155   | 193   |

График промене броја становника у току последњих година